# Egialeu (rei de Sicião)
Egialeu era arborígene, e o primeiro habitante da região que, mais tarde, se tornaria o Sicião. Ele fundou a cidade de Egialeia, e reinou por cinquenta e dois anos. Ápis é o seu bisneto, sendo filho de Telquino, filho de Éurops, filho de Egialeu. Egialeu desafiou os deuses à batalha, e violou seus santuários e altares.
Alguns autores identificam Egialeu, rei de Sicião, com Egialeu, filho de Ínaco[carece de fontes?], porém nas crônicas de Eusébio de Cesareia e Jerônimo de Estridão eles são distintos, o segundo tendo vivido cerca de 300 anos após o primeiro, e Ínaco, primeiro rei dos argivos, tendo iniciado seu reinado 235 anos depois do início do reinado dos siciônios